# بلر آندروود
بلیر آندروود (انگلیسی: Blair Underwood؛ زادهٔ ۲۵ اوت ۱۹۶۴) هنرپیشه اهل ایالات متحده آمریکا است. وی از سال ۱۹۸۵ میلادی تاکنون مشغول فعالیت بوده‌است.
از فیلم‌هایی که وی در آن نقش داشته‌است، می‌توان به گاتاکا، کوانتیکو، مقررات درگیری، یک چیز جدید، تحت‌تعقیب‌ترین‌های مالیبو، گروه تعقیب، لنگ‌دراز و انگیزه عدالت اشاره کرد.